# Achillobator
Az Achillobator (jelentése 'Akhilleusz harcosa/hőse', a görög mitológia hősének, a trójai háború harcosának neve és a mongol bator 'harcos', 'hős' szó összetételéből) a dromaeosaurida theropoda dinoszauruszok egyik neme, amely a késő kréta korban, körülbelül 90 millió évvel ezelőtt élt a mai Mongólia területén. Valószínűleg aktív, két lábon járó ragadozó volt, és a hátsó lába második ujján levő nagy, sarló alakú karom segítségével vadászott. A dromaeosauridák között nagyméretűnek számított, egyetlen ismert példánya, a holotípusa körülbelül 5–6 méter hosszú lehetett. A nem neve a dromaeosauridák fő fegyvere, a második lábujjon levő sarló alakú karom használatához szükséges nagy Achilles-ínra utal. Egyetlen ismert faja, az A. giganticus neve azt jelzi, hogy ez a faj nagyobb a legtöbb ismert dromaeosauridánál.

## Felfedezés és fajok

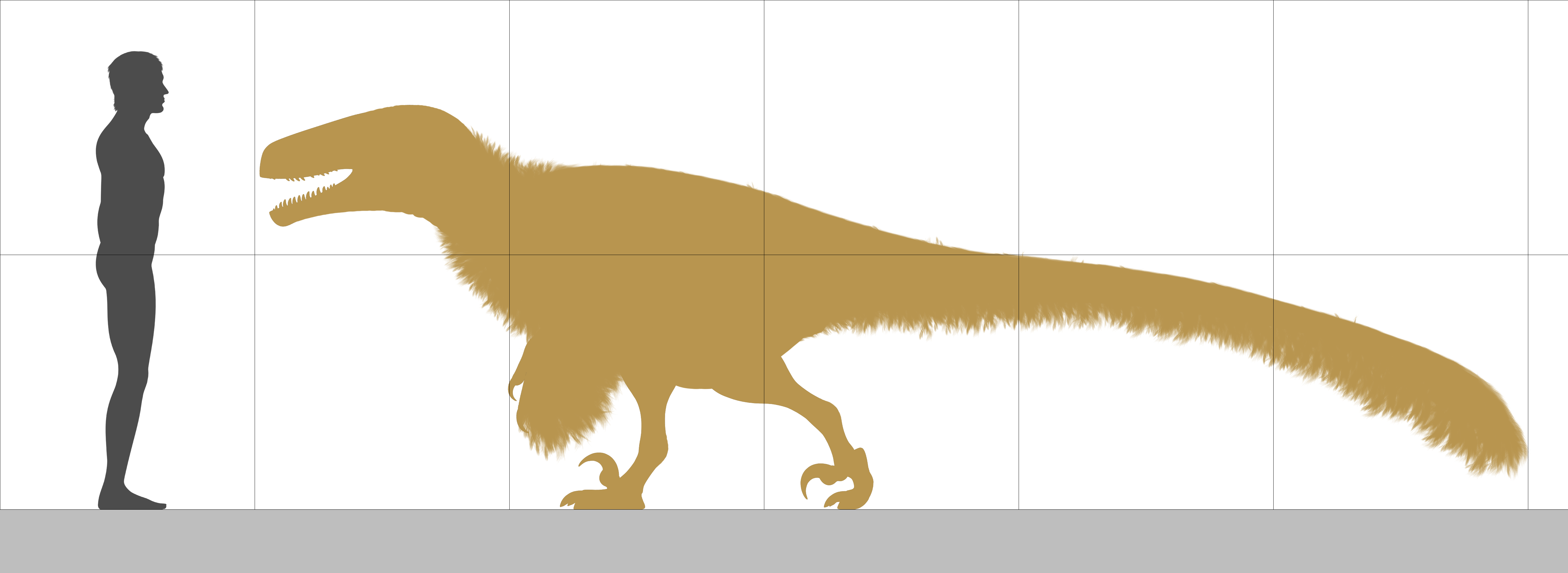
Az Achillobator és az ember méretének összehasonlítása

Az Achillobator fosszilis maradványait először egy mongol-orosz expedíció találta meg 1989-ben, de csak tíz évvel később, 1999-ben készített róla leírást a mongol Altangerel Perle, valamint az amerikai Mark Norell és Jim Clark, de a leírás nem volt teljes, és tulajdonképpen az utóbbi két szerző tudta nélkül jelent meg.
Az Achillobator fosszilizálódott csontjait, köztük a felső állcsont töredékeit a fogakkal együtt, a gerincoszlop összes részéről származó csigolyákat, a bordákat, valamint a váll, a medence, a mellső és a hátsó lábak csontjait többnyire széttagolva, de együtt találták meg. Ezeket a maradványokat a késő kréta kori Bayan Shireh-formációban, a mongóliai Dornogovi megyében fedezték fel. Bizonytalan korával kapcsolatban két elmélet is létezik; más formációkkal való összehasonlítás alapján a Bayan Shireh fauna leginkább a turoni és a kora campaniai korszakok, 93 és 80 millió év közé tehető. Azonban a formáció magnetosztratigráfiai vitsgálata alapján úgy tűnik, hogy a Bayan Shireh egésze a cenomani és a santoni korszakok során jött létre, 98–83 millió évvel ezelőtt. A Bayan Shireh egyéb dinoszauruszai közé tartozik az Alectrosaurus, a Segnosaurus, a Talarurus és a Bactrosaurus.

## Osztályozás
Az Achillobator valószínűleg a Dromaeosauridae családba tartozik, melyről jelenleg azt gondolják, hogy nagyon közel rokonságban áll a madarakkal. A dromaeosauridák más theropodákkal (köztük a madarakkal) való kapcsolata jól ismert, a családon belüli törzsfejlődés azonban nem. A legújabb elemzés megmutatta, hogy a Dromaeosaurinae alcsaládba tartozó Achillobator közelebb áll a csoport olyan észak-amerikai tagjaihoz, mint a Utahraptor és a Dromaeosaurus. A Deinonychus és a Velociraptor szintén a dromaeosauridák közé tartoznak, de úgy tűnik, hogy a család egy másik fejlődési ágát képviselik.

## Kiméra-elmélet
Az Achillobator csípőjén más dromaeosauridákhoz képest kezdetleges (plesiomorfikus) hüllőmedencéjű jellemzők figyelhetők meg. Például a függőleges szeméremcsont végén egy nagy csizmaszerű kiszélesedett rész található, ami a legtöbb dromaeosauridánál jóval kisebb vagy hiányzik, emellett pedig a szeméremcsont az ülőcsonthoz hasonlóan hátrafelé irányul, ahogyan a rokonságába nem tartozó therizinosauroideáké, a madármedencéjűeké és a madaraké.
A fenti és a további különbségek olyan kijelentésekhez vezettek, melyek szerint az Achillobator egy őslénytani kiméra. Egyes tanulmányok azonban megpróbálták ezt cáfolni, megemlítve azt, hogy több darabot is félig tagolt állapotban találtak meg, valamint azt, hogy az Achillobator a különbségek ellenére rendszerint dromaeosauridának bizonyul a kladisztikai elemzések során.

## Fordítás
- Ez a szócikk részben vagy egészben az Achillobator című angol Wikipédia-szócikk ezen változatának fordításán alapul.  Az eredeti cikk szerkesztőit annak laptörténete sorolja fel. Ez a jelzés csupán a megfogalmazás eredetét és a szerzői jogokat jelzi, nem szolgál a cikkben szereplő információk forrásmegjelöléseként.